# Cilander
La Cilander è una azienda svizzera che opera nel campo della produzione e finissaggio di tessuti.

## Storia
Fondata nel 1814 a partire da un impianto di follatura, la ditta di finissaggio tessile di Herisau si chiamò dapprima Tribelhorn & Meyer tra il 1823 e il 1888. Nel 1868 fu costruita la nuova sede della filiale di Flawil, e nel 1869 l'abbinamento dei procedimenti di apprettatura scozzese e francese portò a ottimi risultati. Verso il 1870, grazie a una conduzione innovatrice l'azienda divenne la ditta di finissaggio di maggior spicco della Svizzera orientale. Trasformata in società anonima nel 1873, l'impresa nel 1888 fu ribattezzata AG Cilander.
Con la ditta Heberlein di Wattwil, la AG Cilander ebbe un ruolo determinante, dopo il 1890, nell'introduzione della mercerizzazione. Dal 1912 sviluppò dei sofisticati procedimenti chimici di finissaggio (trasparenza e opalescenza delle fibre), che consentirono una crescita economica senza precedenti. Negli anni 1920-1930 il numero di dipendenti salì a circa 1000, mentre nel 2000 erano 151. Dopo il 1983 la fabbrica estese la propria attività di finissaggio dal cotone a varie fibre tessili, diventando la ditta di punta dell'industria svizzera di finissaggio di tessuti in tinta unita. Nel 1997 la AG Cilander fu la prima azienda al mondo a conseguire il certificato ecologico Oeko-Tex1000.
La direzione dell'azienda ha riferito che la ditta chiuderà a metà 2024 a causa delle difficoltà economiche. Alcune delle problematiche correnti indicate da rappresentanti del settore sono la preferenza per tessuti più economici, i magazzini pieni dei rivenditori, l'aumento dei costi, il rafforzamento del franco sulle valute straniere e la generale incertezza geopolitica.